# Eptatretus menezesi
Eptatretus menezesi – gatunek bezszczękowca z rodziny śluzicowatych. 

## Zasięg występowania
Płd. zach. Atlantyk. Brazylia.

## Cechy morfologiczne
Osiąga 73,7 cm długości. 7 otworów skrzelowych z każdej strony ciała. 86 do 94 gruczołów śluzowych w tym 12-15 ogonowych. Fałda brzuszna szczątkowa.
Ubarwienie ciała jasnobrązowe; fałda ogonowa ciemnobrązowa.

## Biologia i ekologia
Występuje na głębokości 250–530 m na stoku kontynentalnym.